# Curcubeul (film)
Curcubeul (titlul original: în rusă Радуга, transliterat: Raduga) este un film dramatic sovietic, realizat în 1944 de regizorul Mark Donskoi, după romanul omonim al scriitoarei Vanda Vasilevska, protagoniști fiind actorii Natalia Ujvi, Elena Tiapkina, Valentina Ivașiova și Nina Alisova.

## Rezumat
Acțiunea filmului se desfășoară în Ucraina ocupată de Wehrmacht-ul german în 1943. Țăranca însărcinată Oliona luptă ca partizană, în timp ce sora ei, care este soția unui ofițer de pe front din Armata Roșie, este amanta comandantului local german. Ca să nască, Oliona se întoarce în satul natal dar cade în mâinile comandantului local german. El încearcă prin violență fizică și psihică, să afle de la Oliona pozițiile partizanilor, dar nicicum nu reușește. 
Frontul se apropie iar satul este cucerit de trupele sovietice. Soțul întors în sat și aflând ce s-a întâmplat, se răzbună pe soția sa pentru infidelitatea ei. Supraviețuitori germani făcuți prizonieri, urmează să fie duși după terminarea războiului, în fața unui „trbunal al poporului”, ca să fie judecați.

## Distribuție
- Natalia Ujvi – Oliona Kostiuk
- Elena Tiapkina – Fediosia
- Valentina Ivașiova – Olga, învățătoare
- Nina Alisova – Pusia, sora Olionăi, soția lui Kravcenko, amanta comandantului
- Anton Dunaiski – bunicul Evdokim Ohapka
- Anna Lisianskaia – Maliuciha
- Hans Klering – comandantul Kurt Werner
- Nikolai Braterski – Petro Gaplik, șeful
- Vladimir Ciobur – locotenentul Serghei Kravcenko
- Vitia Vinogradov – Mișka, fiul Maliucihăi
- Alik Leticevski – Sașka, fiul Maliucihăi
- Vova Ponomariov – cel mai mic fiu al Maliucihăi
- Emma Perelștein – fiica Maliucihăi
- Iulia Takacenko –
- Elizaveta Hutornaia – Grohaciha
- Apollon Osenev – Hitler (simbolic)

## Trivia
Titlul filmului se referă la „curcubeul” ce reprezintă simbolul speranței sătenilor terorizați și torturați pentru a divulga unde se află partizanii.